# Asyneuma lobelioides
Asyneuma lobelioides là loài thực vật có hoa trong họ Hoa chuông. Loài này được (Willd.) Hand.-Mazz. mô tả khoa học đầu tiên năm 1913.